# Dendropsophus anceps
Dendropsophus anceps är en groddjursart som först beskrevs av Lutz 1929.  Dendropsophus anceps ingår i släktet Dendropsophus och familjen lövgrodor. IUCN kategoriserar arten globalt som livskraftig. Inga underarter finns listade i Catalogue of Life.